# Asterizem
Asterizem je kakršnakoli povezava zvezd, ki ima svojo značilno obliko in ime, a ni uradno ozvezdje glede na razmejitve neba po določilih Mednarodne astronomske zveze. Astronomi so v preteklosti ozvezdja pogosto razdelili na manjše sestavne dele. Najbolj znana asterizma, ki ju imajo mnogi za samostojni ozvezdji, sta Mali in Veliki voz, ki sta v resnici samo dela ozvezdij Malega in Velikega medveda. Prav tako znan je asterizem Kosci v Orionu, ki ga predstavljajo tri svetle zvezde v Orionovem pasu.
Ozvezdja imajo natančno zarisane meje, asterizmi pa so lahko katerekoli izbori zvezd, ki jih enostavno prepoznamo na nebu, zaradi česar so dobro izhodišče za opazovalce začetnike. Asterizem je lahko podskupina uradnega ozvezdja ali zastarelega bivšega ozvezdja. Vključuje lahko celo zvezde iz več ozvezdij.

## Zgodovina ozvezdij in asterizmov
Pri mnogih zgodnjih civilizacijah je bilo pogosto združevanje skupin zvezd v enostavne figure iz črt; najstarejše zabeleženo takšno opazovanje izhaja iz časa Babiloncev. Ta proces je bil povsem dogovoren znotraj posamezne kulture, a se nekatere bolj očitne oblike pojavljajo pri več kulturah (lovec Orion in Škorpijon). Ker je lahko prav vsakdo razporedil in imenoval skupino zvezd, ni bilo razločitve med ozvezdjem in asterizmom - Plinij starejši (23–79 n. št.) omenja v svoji knjigi Naturalis Historia 72 asterizmov.
Astronom Hiparh (ok. 190 – ok. 120 pr. n. št.) je začel razvijati splošni seznam 48 ozvezdij, ki so bila standard v Evropi nadaljnjih 1800 let. Ker so za ozvezdja smatrali samo zvezde, ki so tvorile figuro, je bilo med uveljavljena ozvezdja vedno možno stisniti še nove oblike iz neuporabljenih zvezd.
Poleg tega so Evropejci ob raziskovanju sveta naleteli na nove, do tedaj neznane zvezde. Astronoma Johann Bayer (1572–1625) in Nicolas-Louis de Lacaille (1713–1762) sta zaslužna za veliko povečanje števila južnih ozvezdij. Bayer jih je ustvaril 12 (iz zvezd, ki jih Ptolemaj ni mogel videti), Lacaille pa 14, predvsem iz zvez okoli južnega nebesnega pola. Mnogi predlogi so se obdržali, nekateri pa so ostali zgodovinski asterizmi.
V 30. letih 20. stoletja je Medarodna astronomska zveza (IAU) z določitvami geometijskih meja, ki zaobjamejo vse zvezde znotraj njih, natančno razdelila nebo na 88 uradnih ozvezdij. Vsako dodatno združevanje zvezd in bivša ozvezdja lahko tako smatramo za asterizme.